# Andrzej Bachleda (sciatore 1947)
Andrzej Jan Bachleda-Curuś (Zakopane, 21 gennaio 1947) è un ex sciatore alpino polacco, indicato a volte come Andrzej Bachleda I o II per distinguerlo dagli omonimi padre e figlio.

## Biografia
Figlio del tenore Andrzej Bachleda-Curuś, era fratello di Jan ed è padre dell'omonimo figlio, a loro volta sciatori alpini.

### Stagioni 1965-1971
Bachleda debuttò in campo internazionale in occasione del trofeo dell'Hahnenkamm di Kitzbühel del 1965; esordì ai Campionati mondiali a Portillo 1966, piazzandosi 39º nella discesa libera, 21º nello slalom gigante, 15º nello slalom speciale e 9º nella combinata, e in Coppa del Mondo il 15 gennaio 1967 a Wengen in slalom speciale (26º). Ai X Giochi olimpici invernali di Grenoble 1968, sua prima presenza olimpica, si classificò 26º nella discesa libera, 13º nello slalom gigante, 6º nello slalom speciale e 4º nella combinata, disputata in sede olimpica ma valida soltanto ai fini dei Mondiali 1968; in quella stessa stagione 1967-1968 ottenne il primo piazzamento a punti in Coppa del Mondo, nello slalom speciale disputato a Rossland il 29 marzo (5º).
Nel 1969 si piazzò al 3º posto nello slalom speciale della 3-Tre a Madonna di Campiglio, mentre l'anno dopo colse il primo podio in Coppa del Mondo, arrivando 2º nello slalom gigante di Kitzbühel del 17 gennaio, e partecipò ai Mondiali di Val Gardena 1970, vincendo la medaglia di bronzo nella combinata e classificandosi 32º nella discesa libera, 6º nello slalom gigante e 10º nello slalom speciale.

### Stagioni 1972-1974
Agli XI Giochi olimpici invernali di Sapporo 1972, sua ultima presenza olimpica, dopo essere stato portabandiera della Polonia durante la cerimonia di apertura si classificò 9º nello slalom gigante e 10º nello slalom speciale; pochi giorni dopo la rassegna olimpica, il 19 febbraio a Banff in slalom speciale, conquistò la sua unica vittoria in Coppa del Mondo e chiuse quella stagione 1971-1972 - la sua migliore nel massimo circuito internazionale - al 6º posto nella classifica generale e al 2º in quella della Coppa del Mondo di slalom speciale, staccato di 20 punti dal vincitore Jean-Noël Augert.
Nel 1973 ottenne l'ultimo podio in Coppa del Mondo, il 28 gennaio nello slalom speciale della Ganslern di Kitzbühel (3º), mentre l'anno dopo prese parte ai Mondiali di Sankt Moritz 1974, vincendo la medaglia d'argento nella combinata e classificandosi 30º nella discesa libera, 13º nello slalom gigante e 7º nello slalom speciale. Ottenne l'ultimo piazzamento di rilievo in carriera nello slalom gigante di Coppa del Mondo disputato nella natia Zakopane il 6 marzo di quell'anno, classificandosi 6º.

## Palmarès

### Mondiali
- 2 medaglie:
  - 1 argento (combinata a Sankt Moritz 1974)
  - 1 bronzo (combinata a Val Gardena 1970)

### Coppa del Mondo
- Miglior piazzamento in classifica generale: 6º nel 1972
- 6 podi:
  - 1 vittoria
  - 1 secondo posto
  - 4 terzi posti

#### Coppa del Mondo - vittorie
| Data             | Località | Paese  | Specialità |
| ---------------- | -------- | ------ | ---------- |
| 19 febbraio 1972 | Banff    | Canada | SL         |

Legenda:

SL = slalom speciale